# Combat de Vannes (1793)
Pour le combat de 1791, voir Combat de Vannes (1791).
Chouannerie
Batailles
- 1er Vannes
- Fouesnant
- Scrignac
- Lannion
- Pontrieux
- Bourgneuf-la-Forêt
- Plumelec
- Savenay
- Loiré
- Ancenis
- 2e Vannes
- Pluméliau
- Pontivy
- 1er La Roche-Bernard
- 1er Rochefort-en-Terre
- Pacé
- Guérande
- Fleurigné
- Fougères
- Vitré
- Mané-Corohan
- Plabennec
- Saint-Pol-de-Léon
- Kerguidu
- Lamballe
- Saint-Perreux
- 2e Rochefort-en-Terre
- 2e La Roche-Bernard

La combat de Vannes se déroula à la suite d'une révolte paysanne contre la levée en masse lors de la Pré-Chouannerie. Les paysans insurgés tentent de s'emparer de la ville, mais celle-ci dispose d'une forte garnison et repousse l'attaque.

## Prélude
Dans le Morbihan, le 14 mars 1793, une journée avant le début des opérations de recrutement pour la levée en masse, un cavalier, le commissaire Saulnier, arrive en trombe à Vannes où il annonce aux autorités que des milliers de paysans sont en marche en direction de la ville et qu’il a manqué d’être tué.
La surprise est complète pour les patriotes qui font battre la générale. Pour sa défense, Vannes dispose de 400 volontaires d’un bataillon du Maine-et-Loire, de 50 soldats du 109e régiment d'infanterie de ligne, ainsi que la gendarmerie et la garde nationale de la ville.
Les paysans armés de mauvais fusils et de faux gagnent Vannes aux cris de « Rah ! Rah ! ni iei rah ! » (Tous ! Tous ! nous irons tous !), par allusion à la conscription militaire qui exemptait les administrateurs et les gardes nationaux. La ville comptait dans ses murs de nombreux administrateurs issus de la bourgeoisie, particulièrement haïs par les insurgés.

## Le combat
Un millier de paysans des paroisses de Ploeren, Plescop, Baden et Arradon, venus par la route d’Auray et du Bondon, entrent les premiers dans Vannes. Le maire Malherbe, l’officier municipal Le Goaësbe et les volontaires du bataillon angevin joignent les révoltés à la rue Saint-Yves. Questionnés sur leurs motivations, un paysan répond :

« Nous n’avons plus de roi, nous n’avons plus de prêtres ; nous voulons ‘’crocher’’ avec la Nation. (Note : Krogein get en Nation : en venir aux mains avec la Nation, en breton vannetais). Nous voulons savoir de quelle autorité on prétend recruter ; nous n’en connaissons plus, nous irons tous. »

Les soldats ouvrent le feu, les paysans chargent aux cris de « Vive Sainte Anne ! ». Les Républicains amènent un canon, mais le temps pluvieux le rend inefficace. Finalement, les patriotes prennent l’avantage, dégagent la rue Saint-Yves, puis la rue de la Boucherie. Plusieurs morts et blessés jonchent le sol, parmi lesquels le commissaire de la guerre Michel, le crâne fracassé par un coup de bâton.
Cependant un deuxième groupe de révoltés se présente bientôt, formés par les paysans de Grand-Champ, Meucon, Plaudren, Monterblanc et Saint-Avé. Par de fausses rumeurs, ces derniers croient que leurs camarades sont pris au piège dans la ville. Les insurgés et les patriotes se rencontrent près du cimetière. Les Républicains déploient le drapeau rouge et tentent néanmoins de parlementer. Un jeune paysan s’avance : « Nous voulons mourir pour notre religion ! », puis les rebelles lancent la charge. Cette fois-ci les patriotes sont repoussés, les rues de la Fontaine, de la Croix-Cabello et de Clermont-Haut sont prises. 500 à 600 paysans progressent jusqu’à l’église Saint-Patern mais ils se heurtent aux troupes tenues en réserve. 
Les soldats ouvrent le feu, puis chargent baïonnette au canon, les paysans sont mis en déroute hors de la ville, plus de 150 sont faits prisonniers. D'après les autorités républicaines, deux paysans sont tués, plusieurs blessés, tandis que la troupe ne déplore aucune perte. Selon une lettre de l'administration du Morbihan, les 7 000 paysans repoussés à Vannes ont perdu 3 morts, environ 60 blessés et plus de 150 prisonniers.